# 蒂罗洛
蒂罗洛（義大利語：Tirolo），是意大利博尔扎诺-上阿迪杰自治省的一个市镇。总面积25.59平方公里，人口2428人，人口密度94.9人/平方公里（2009年）。ISTAT代码为021101。